# 麝鼹
麝鼹（学名：Scaptochirus moschatus）为鼹科麝鼹属的动物。在中国大陆，分布于江苏、黑龙江、内蒙古、甘肃、北京、河北、山东、山西、陕西、辽宁、宁夏等地，多见于森林田野。该物种的模式产地在北京西北部。

## 亚种
- 麝鼹山西亚种（学名：Scaptochirus moschatus gilliesi），Thomas于1910年命名。在中国大陆，分布于山西等地。该物种的模式产地在山西西南部。[3]
- 麝鼹指名亚种（学名：Scaptochirus moschatus moschatus），Milne-Edwards于1867年命名。在中国大陆，分布于陕西、内蒙古、甘肃、河北、山东、宁夏、江苏、辽宁等地。该物种的模式产地在北京西北部。[4]